# Tommy Tallarico
Tommy Tallarico (Springfield, 18 februari 1968) is een Amerikaans muzikant en componist die vooral muziek schrijft voor computerspellen. Hij is bekend geworden als mede-bedenker van de concertserie Video Games Live.

## Carrière
Tallarico werkte in een muziekwinkel waar hij werd opgemerkt door een medewerker van Virgin Games. Daar begon hij als tester van computerspellen waarna hij later verhuisde naar de geluidsafdeling van het bedrijf.
Tallarico begon in de computerspelindustrie in 1991 waar hij heeft gewerkt aan meer dan 250 spellen. Hij heeft meer dan 25 prijzen gewonnen voor beste spelmuziek.
In 1994 richtte hij Tommy Tallarico Studios en Game Audio Network Guild (GANG) op, waar hij in 2002 voorzitter van was. Hij schreef, mede-presenteerde, en mede-produceerde de programma's 'The Electric Playground' en 'Reviews on the Run'.
Hierna besloot Tallarico om zich te richten op Video Games Live, een live orkestrale concertserie die nummers van computerspellen uitvoert, waar hij mede-oprichter en presentator van is.
Tallarico is adviseur voor de Game Developers Conference, gouverneur voor de National Academy of Recording Arts and Sciences, en een panelleider voor de Academy of Interactive Arts & Sciences.
Hij bracht in 1994 een cd uit met zijn muziek, genaamd 'Virgin Games: Greatest Hits, Vol.1'. Een vervolg hierop kwam uit in 1997. Zijn werk kan ook worden teruggevonden op diverse andere albums van spelmuziek.
In maart 2009 ontving Tallarico de Ambassador Award tijdens de Game Developers Conference voor zijn bijdragen aan de computerspelindustrie.

## Persoonlijk
Tallarico groeide op in Massachusetts en verhuisde op zijn eenentwintigste jaar naar de staat California. 
Tallarico is de neef van Aerosmith-zanger Steven Tyler. en heeft een dubbele nationaliteit van de Verenigde Staten en Canada.
Tijdens een interview maakte Tallarico bekend nooit alcohol, tabak, of drugs te hebben gebruikt in zijn leven. In december 2010 kondigde hij aan veganistisch te zijn.

## Muziek voor computerspellen
Een lijst van computerspellen waar Tallarico geheel of gedeeltelijk de muziek voor heeft geschreven:
- Earthworm Jim-serie
- Color a Dinosaur
- Demolition Racer
- Treasures of the Deep
- Messiah
- MDK
- Flip's Twisted World
- Wild 9
- Unreal
- Cool Spot
- Spot Goes To Hollywood
- Spider-Man (2000)
- RoboCop versus The Terminator
- Maximo
- Pac-Man World
- Another World (Mega Drive-versie)
- Prince of Persia
- Advent Rising